# Franz Anton Zeiller

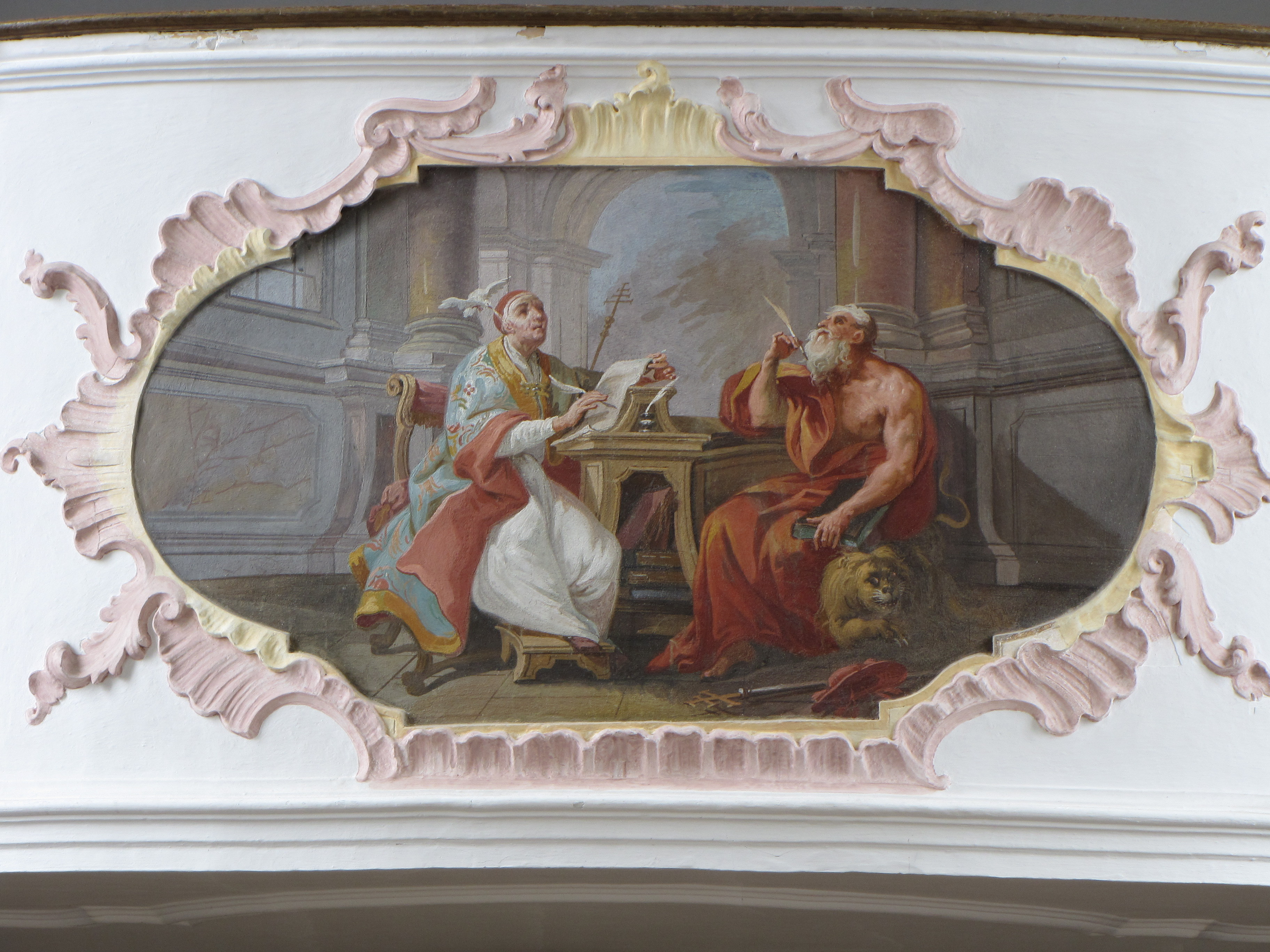
Emporenbild in Sachsenried

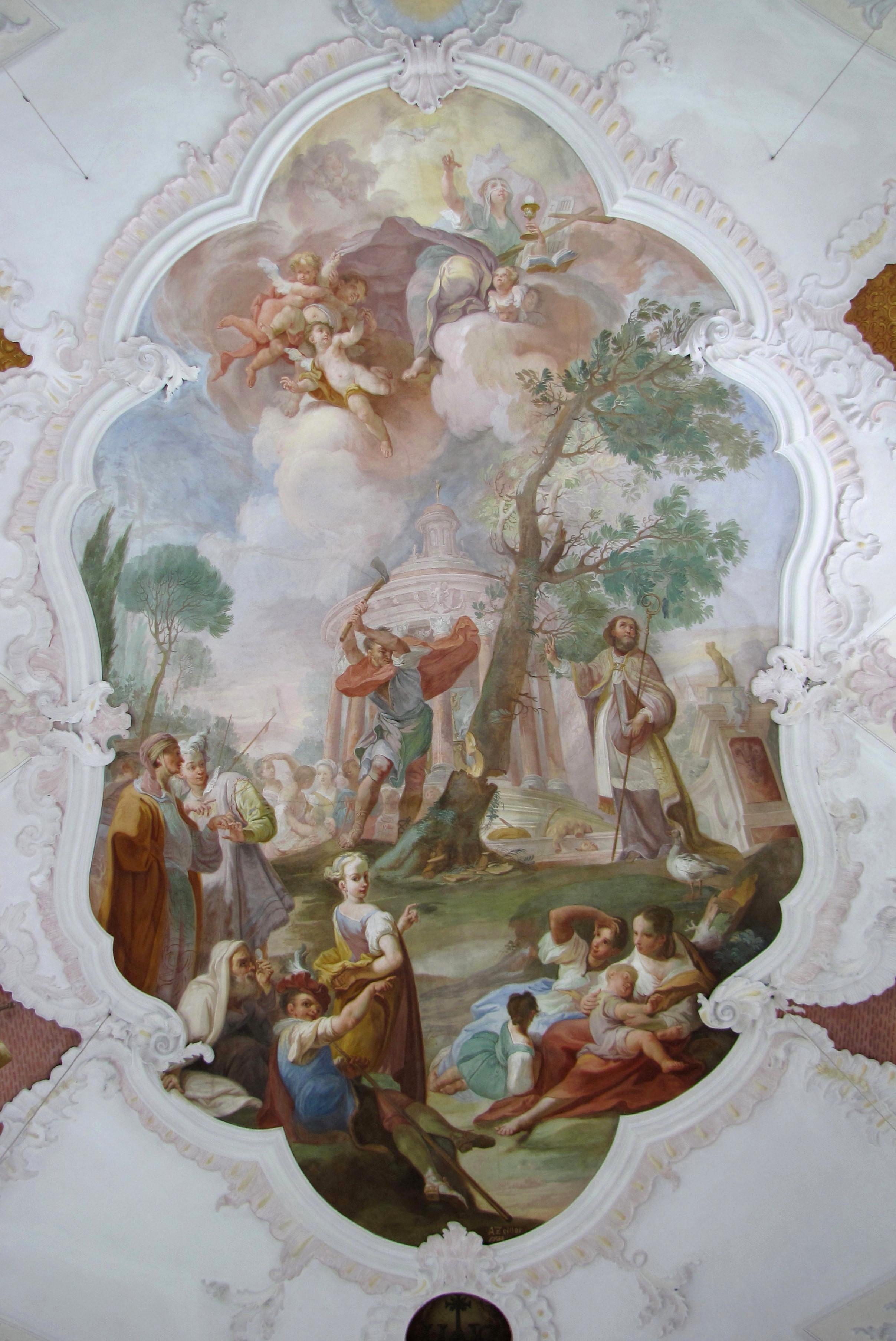
Deckenfresko in Sachsenried

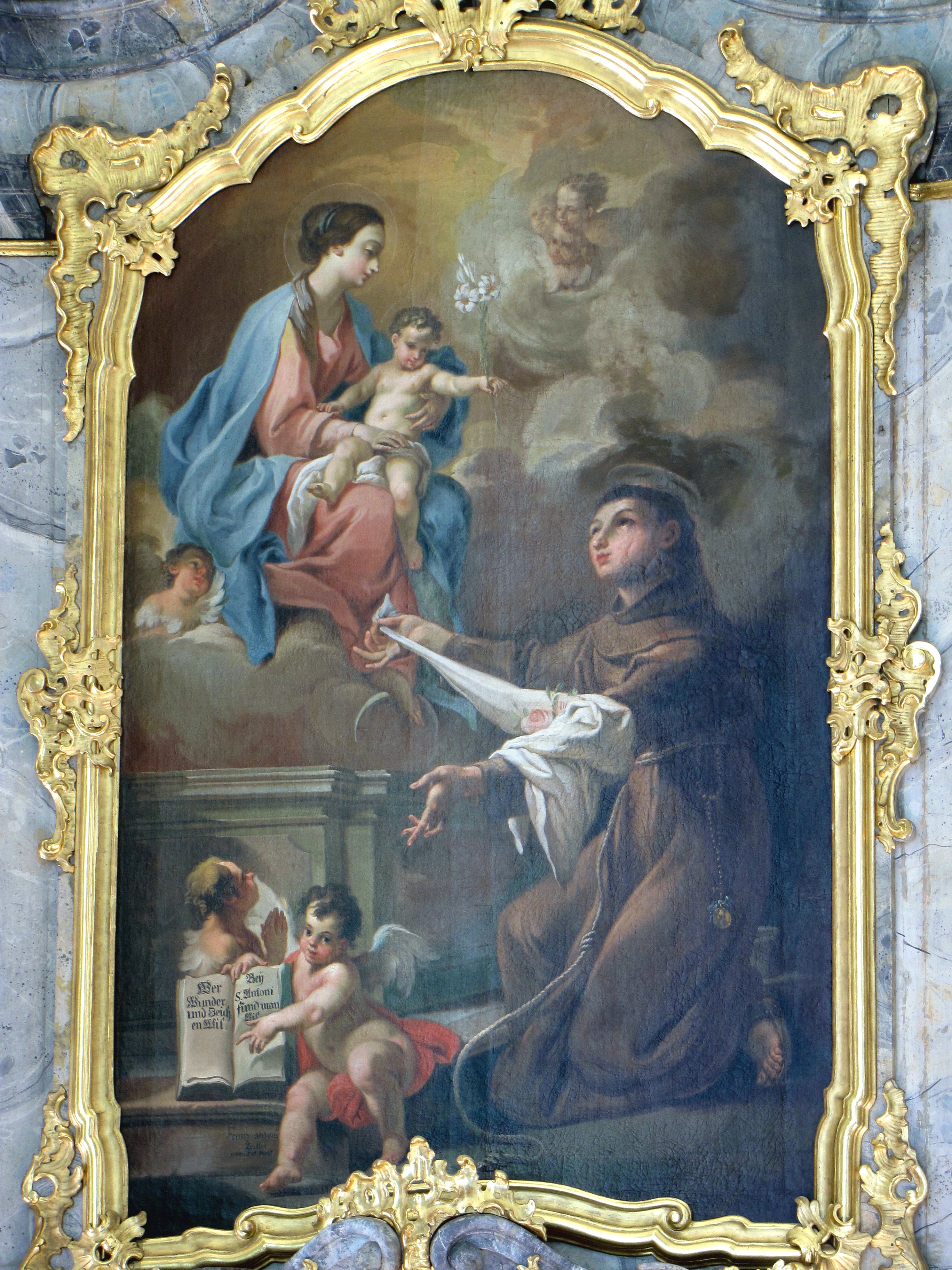
Seitenaltarblatt in Maria-Rain

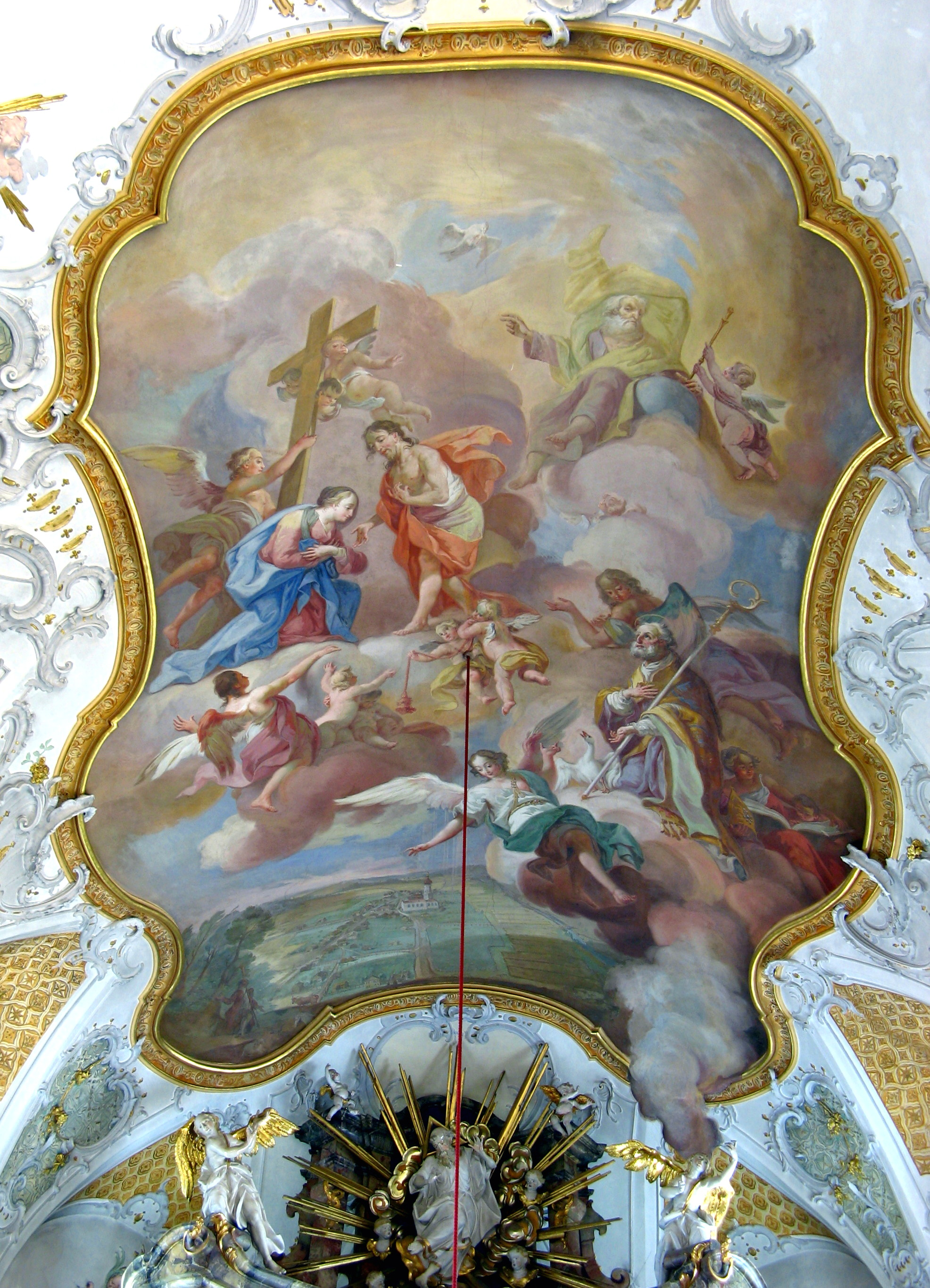
Chorfresko in Schlingen

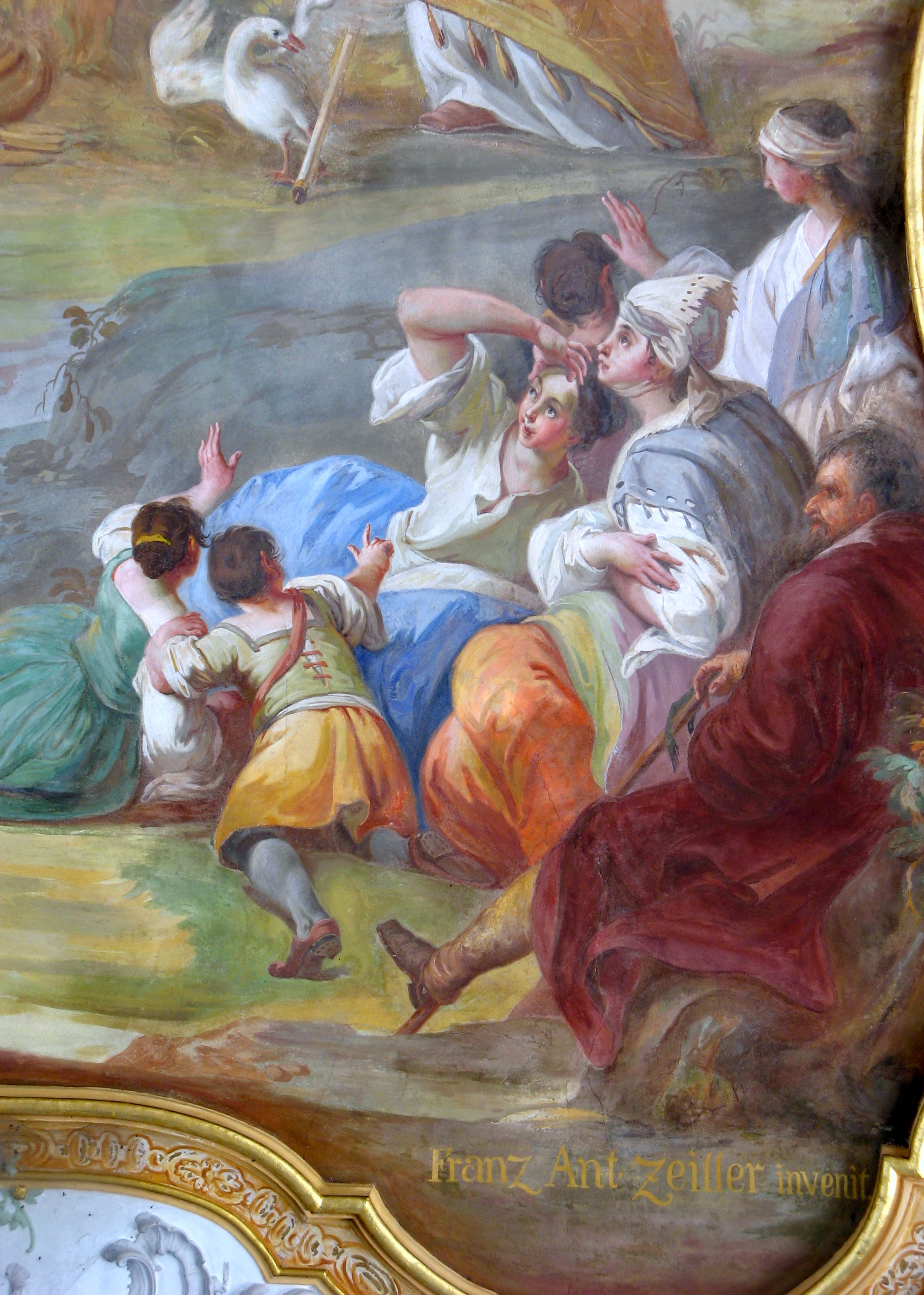
Deckenfresko in Schlingen (Detail)

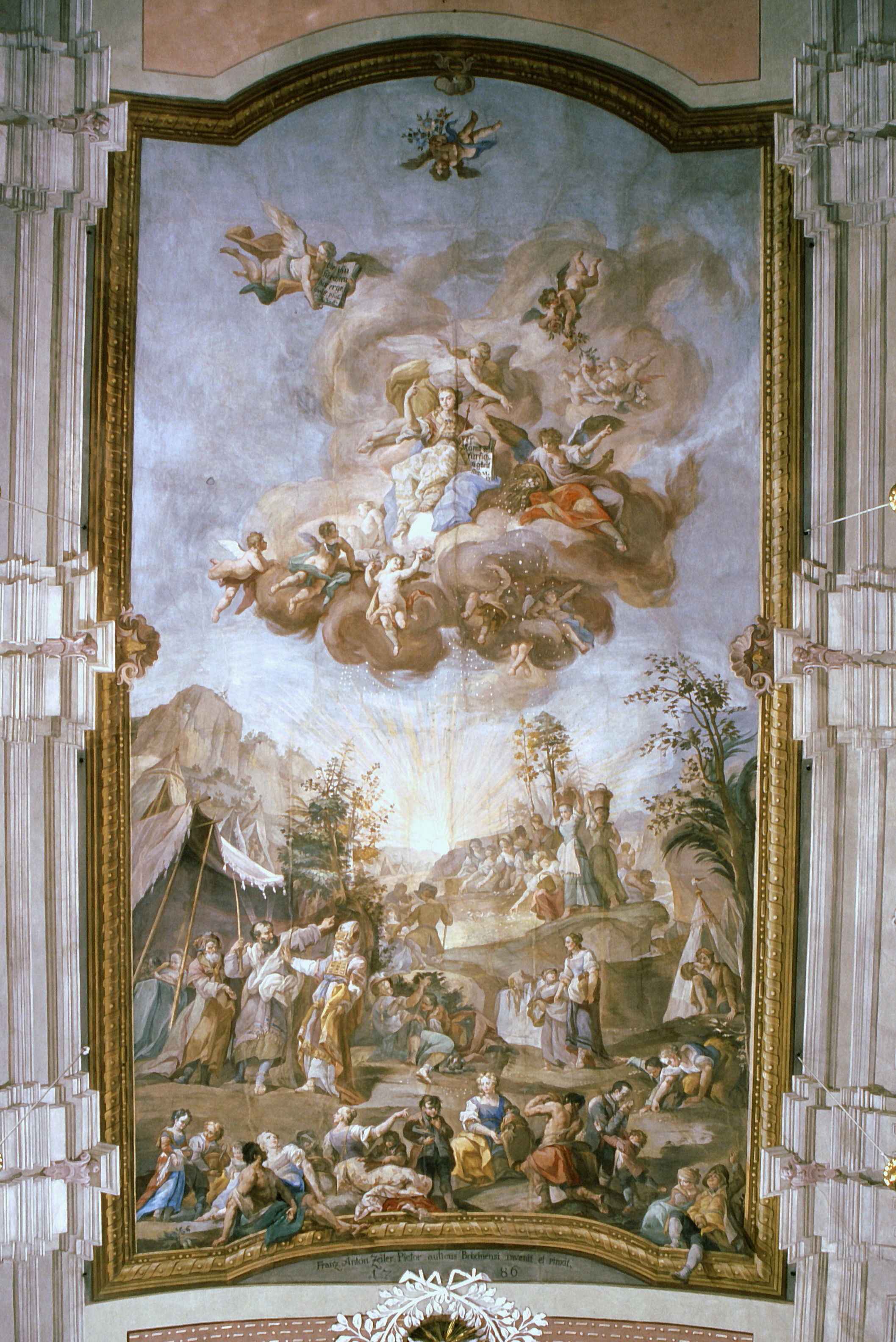
Deckenfresko (Mannalese) in Wängle

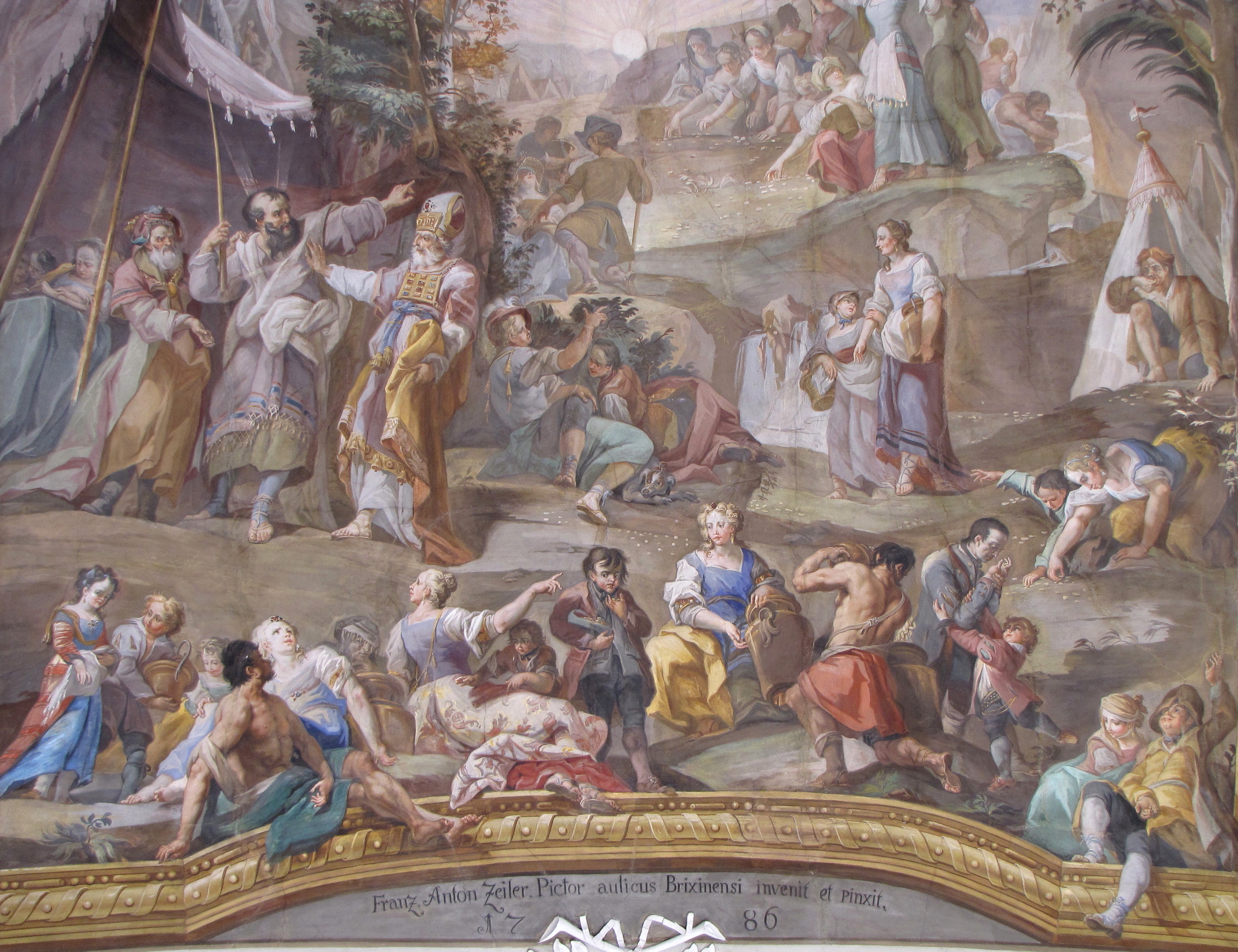
Deckenfresko in Wängle

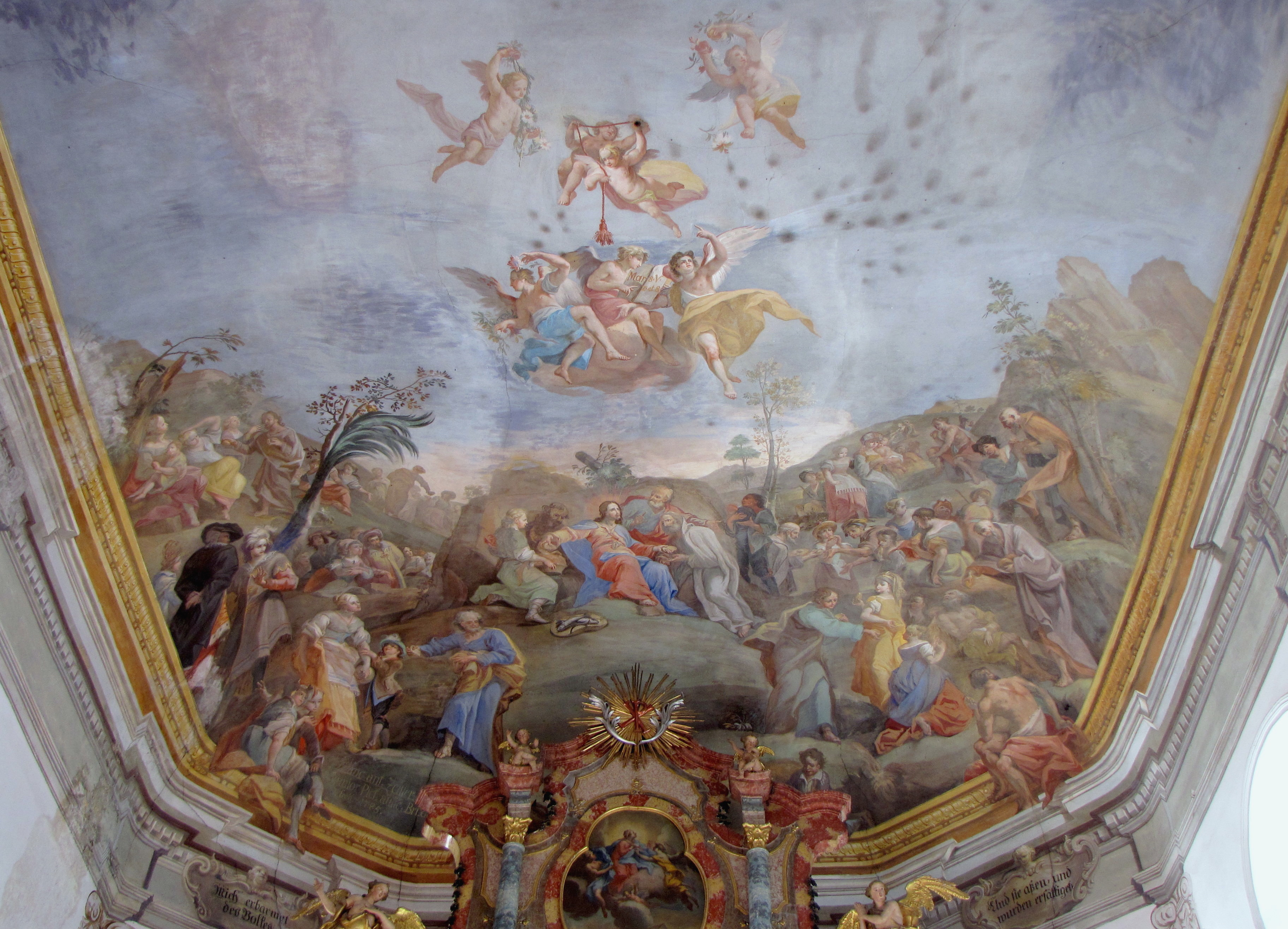
Chorfresko in Bichlbach

Franz Anton Zeiller (* 3. Mai 1716 in Reutte; † 4. März 1794 ebenda) war ein österreichischer Maler des Rokoko.

## Heimat und Lehrzeit in Reutte
Der Begründer der Reuttener Linie der Zeiller war Christoph Zeiller († 1628), Saltzfactor zue Reite, Zoller zue Binswang und Stadlmaister zue Leermos. Die Maler Franz Anton Zeiller und Johann Jakob Zeiller sind Nachkommen von ihm in der vierten Generation aus zwei verschiedenen Linien. Franz Anton, dessen Vorfahren alle im Salzhandel tätig waren, verlor sehr früh seine Eltern. Der Maler Paul Zeiller (1658–1738), bereits Vater von zehn Kindern (darunter Johann Jakob), nahm den kleinen Franz Anton wie sein eigenes Kind in seine Familie auf. Er erkannte rechtzeitig die Begabung des Buben und bildete ihn zum Maler aus, während sein Sohn Johann Jakob bereits in Italien weilte. Ab 1728 arbeitete auch der hochbegabte Maler Balthasar Riepp (1703–1764) aus Kempten in Paul Zeillers Reuttener Werkstatt und führte diese nach dessen Tod auch weiter. Er hatte 1735 die Zeiller-Tochter Anna Maria geheiratet und sich schon lange zuvor an der Ausbildung des jungen Franz Anton beteiligt. Während sich nämlich Paul Zeiller ausschließlich als Tafelmaler betätigte, war Riepp auch mit dem Freskostil der römisch-neapolitanischen Malerei vertraut.

## Lehr- und Wanderjahre in Augsburg (1738–1742)
Nach dem Ableben Paul Zeillers verließ Franz Anton seinen Heimatort Reutte. Seine Gesellenwanderung führte ihn zunächst nach Augsburg. Erster stilbildender Lehrer wurde dort der geniale Tiroler Maler Johann Evangelist Holzer (1709–1740). 1738/39 arbeitete Franz Anton Zeiller als Gehilfe Holzers in der ehem. Stiftskirche von Münsterschwarzach. Nach dem frühen Tod Holzers setzte Franz Anton seine Ausbildung bei Gottfried Bernhard Göz (1708–1774) fort, der auch als bedeutender Kupferstecher galt. Bei ihm verbrachte er mehrere Jahre und konnte sich einige 100 Gulden zusammensparen. Mit dem Geld hätte er die wertvolle Hinterlassenschaft Holzers erwerben können, aber es siegte die Begierde, Italien zu sehen und dort seine Studien zu vollenden.

## Italienische Studienzeit (1742–1749)
Für seine italienische Studienzeit wählte Franz Anton Zeiller Aufenthalte in Rom (1742–1744) und Venedig (1744–1749), verbunden mit einem Kurzbesuch in Bologna (1744). In Rom bildete er sich bei Corrado Giaquinto weiter und kopierte in dessen Werkstatt auch Gemälde des Lehrmeisters. Persönliche Aufzeichnungen über die Studien in Rom und Bologna blieben in Franz Anton Zeillers „Skizzenbuch“ erhalten.
Während der fünf Jahre in Venedig studierte und kopierte Zeiller auch Werke von Tizian (eigentlich Tiziano Vecellio, um 1490–1576), von Sebastiano Ricci (1659–1734) und anderer großer Meister, deren prächtiges Kolorit und deren Figurenreichtum ihn besonders interessierten. Unmittelbar nach seiner Heimkehr erscheint Zeiller ab 1749 bis ins Jahr 1751 erneut als „Geselle“ bei Gottfried Bernhard Göz, und zwar bei der Deckenfreskierung in der Wallfahrtskirche Birnau. Auch bei der Fertigung eines großformatigen und umfangreichen Gemäldezyklus für den Abt von Kaisheim war er beteiligt.

## Erste selbständige Arbeiten im Allgäu
Seinen ersten Auftrag bekam Franz Anton Zeiller 1751/52 im ehem. Benediktinerstift St. Mang in Füssen. Der kunstsinnige Abt Gallus Zeiller (reg. 1750–1755), ein entfernter Verwandter, übertrug ihm die Bemalung der Decke in der Magnuskapelle (Ölgemälde, umgeben von vier Freskenmedaillons). 1753 folgten die farbenfrohen Fresken und das Hochaltarbild in der Pfarrkirche St. Martin von Sachsenried, die dem Füssener Kloster unterstand.
Als Höhepunkt eines gemeinsamen Kunstschaffens dürfen die umfangreichen Decken- und Kuppelfresken in der Stiftskirche von Ottobeuren gewertet werden, die sich Johann Jakob Zeiller und Franz Anton Zeiller aufteilten. Den geringeren Anteil führte Franz Anton aus, und zwar in den Jahren 1757 bis 1760. Es folgten weitere Aufträge für Fresken in Kloster Irsee (1761 Ausmalung des Refektoriums, nicht erhalten), Rieden (1762) und St. Martin in Schlingen (1763). Altarblätter malte er für Sachsenried (1753), St. Wolfgang in Haslach (1758), Bachtel (1758), St. Michael in Mittelberg (1759), Maria-Rain (1761), Schlingen (1763) und St. Stephan in Füssen (1764).

## Aufträge in Nordtirol
Als erste Arbeit Franz Anton Zeillers in Nordtirol ist die Freskierung der Pfarrkirche von Stams überliefert, die bereits 1755 erfolgte. Außerdem schuf Zeiller dort auch zwei Altarbilder. Überhaupt gehören die Altarblätter Zeillers aus dieser ersten Nordtiroler Periode zu den qualitätvollsten Ölbildern des Malers überhaupt (in Tienzens, Kundl, Mils, Toblach). Weitere Fresken aus dieser Zeit blieben nicht erhalten.

## Schaffensperiode in Südtirol als Hofmaler
Die Berufung Franz Anton Zeillers nach Brixen durch Fürstbischof Leopold Graf Spaur erfolgte um 1765 im Zusammenhang mit dem Neubau des Brixener Priesterseminars. 1766 führte Zeiller die Fresken in der Seminarkirche aus. Im gleichen Jahr noch folgten die Ausmalungen des Chorraums in der Pfarrkirche von Milland und der Kirche der Englischen Fräulein in Brixen (1839 abgebrannt). Bis 1774 kamen weitere Aufträge vor allem im Pustertal hinzu (Strassen 1768, Toblach 1769, Taisten 1770/71, Brixen: Bibliothek im Priesterseminar 1772, Cortina d’Ampezzo 1773, Uttenheim 1774).
Mit der Ernennung zum Brixner Hofmaler (Dekret vom 27. Oktober 1768) hatte Franz Anton Zeiller in der Zwischenzeit eine hohe Auszeichnung und Würdigung seiner künstlerischen Tätigkeit erfahren, weil er – wie es in dem Dekret heißt – mehrere gemählde verschiedener Gotteshäußer in unserem Bistum, und selbs dergleichen in unserer Residenzstadt Brixen, und zwar vorzüglichen in deßselbigen Seminaris und bei dem Englischen Institut-Hauß mit aller Vergnügen glücklichen ausgeführt hat.

## Späte Schaffenszeit in Nordtirol
Als „Brixner Hofmaler“ also kam Franz Anton Zeiller 1775 nach Innsbruck, wo er bereits einen Wohnsitz erworben hatte. Im Alter von fast 60 Jahren übernahm er 1775 den Großauftrag für die Fresken in Zell am Ziller. Dort führte er auch fünf Altarbilder aus. 1777 malte Zeiller weitere Deckenfresken in Innsbruck, 1778 in Ranggen, 1779 in Weer, 1783 schließlich in Matrei in Osttirol.
Nach dem Tode Johann Jakob Zeillers (8. Juli 1783) kehrte jedoch auch Franz Anton ins heimatliche Reutte zurück. Den Malerpinsel legte er aber auch hier noch nicht zur Seite. Zunächst vollendete er 1785 im Chorraum der Pfarrkirche von Bichlbach die Freskoarbeiten, die Johann Jakob bereits 1778 mit der Ausmalung des Langhauses begonnen hatte. Auch der Bitte der Pfarre Wängle, ihre bereits 1732 eingeweihte Kirche auszumalen, kam er 1786 als 70-Jähriger noch nach. Schließlich entstand von seiner Hand 1791 auch noch das Chorfresko in der damaligen Expositurkirche von Grän. Auch mehrere Tafelbilder sind aus dieser Zeit erhalten.
Am 4. März 1794 starb Franz Anton Zeiller – celebris pictor – an der Herzwassersucht. Er war unverheiratet und hatte durch seine bescheidene Lebensweise ein beträchtliches Vermögen erspart.

## Persönlichkeit und Würdigung
Auskünfte über den Menschen Franz Anton Zeiller und eine zeitgenössische Beurteilung seiner Werke verdanken wir Franz Thomas Leu (1756–1800):
- Er ist ledigen Standes und über 70 Jahre, tugendhaft und rechtschaffen, ohne die mindeste Ausschweifung, munter, fröhlich, gefällig und dienstfertig, besonders gegen die lernbegierige kunstliebende Jugend.
- Durch seine Kunst erwarb er sich indeß ein Vermögen, daß man ihn mit Recht reich nennen mag, wobey er sparsam lebte.
- Genug, ich behaupte, daß Franz Anton Zeiller unter den größten Malern jederzeit ohne Schamröte erscheinen darf.